# Katia Ornelas Gil
Katia Ornelas Gil (Ciudad de México, 22 de septiembre de 1983) es una política mexicana, licenciada en Derecho por la Universidad del Valle de México y Maestranda del Posgrado en Administración y Políticas Públicas del Instituto de Administración Pública.

## Biografía
Desde los tres años se mudó con su familia, oriunda del Estado de Tabasco, lugar donde reside desde entonces.

## Trayectoria
Actualmente es Diputada Local de la LXIII Legislatura al Honorable Congreso del Estado de Tabasco y Secretaria General del CDE del PRI en el Estado.
Ha ocupado diversos espacios en la administración pública municipal (centro) y se ha desempeñado como Líder Juvenil del PRI, siendo presidenta del CDE del Frente Juvenil Revolucionario y posteriormente se le ha vinculado con la causa social feminista, encabezando después del FJR la dirigencia del CDE del Organismo Nacional de Mujeres PRIISTAS.
Ha desempeñado cargos en la administración pública; en 2004 estuvo en la Coordinación de Servicios Municipales del Ayuntamiento de Centro, así también, como Coordinadora de Enlace y Participación de la Juventud de la Coordinación de Jóvenes del H. Ayuntamiento, ambos cargos en la administración que presidió el Lic. Florizel Medina Pereznieto.
Participó en organismos federalizados como el Colegio Nacional de Educación Profesional Técnica (CONALEP) en el Estado de Tabasco, en donde fungió como Coordinadora de Inventarios del Área de Recursos Materiales de la Delegación Estatal.

## Participación Política
- En el año 2009 fue elegida, la primera mujer, Presidenta del Frente Juvenil Revolucionario (hoy Red Jóvenes Por México) en el Estado de Tabasco, máximo organismo de la juventud priista.

- En el año 2014 fue elegida, Presidenta del Organismo Nacional de Mujeres Priistas, cargo que ocupó hasta el año 2019.

- En el año 2018 fue elegida Diputada Local por el principio de representación proporcional para el Estado de Tabasco.

## LXIII Legislatura
En el ejercicio legislativo, dentro de la Sexagésima Tercera Legislatura, la diputada Katia Ornelas Gil, se desempeña en los siguientes organismos y comisiones orgánicas al interior del Congreso Local:
- Integrante de la Fracción Parlamentaria del PRI.

- Presidenta de la Comisión Ordinaria Inspectora de Hacienda Tercera.

- Secretaria de la Comisión de Derechos Humanos, Igualdad de Género y Asuntos de la Frontera Sur.

- Secretaria de la Comisión de Hacienda y Finanzas.

- Integrante de la Comisión de Recursos Hidráulicos, Energía y Protección Ambiental

Durante el primer año de ejercicio legislativo, en el segundo periodo ordinario de sesiones, fungió como Segunda Secretaria de la Mesa Directiva del Pleno del Congreso del Estado y en el periodo de receso como Secretaria de la Comisión Permanente.